# Тишківка (Новомиргородська міська громада)
Ти́шківка — село в Україні, у Новомиргородській міській громаді Новоукраїнського району Кіровоградської області. Населення становить 1 041 особу. Колишній центр Тишківської сільської ради.

## Географія
Територія Тишківки займає площу в 461,2 га. Відстань до районного центру — 11 км.
Село розташоване в долині притоки Великої Висі — Розливної, на якій в межах населеного пункту існують кілька ставків.
На півночі Тишківка межує з селищем Капітанівка, на південному заході — з селом Йосипівка.

## Історія

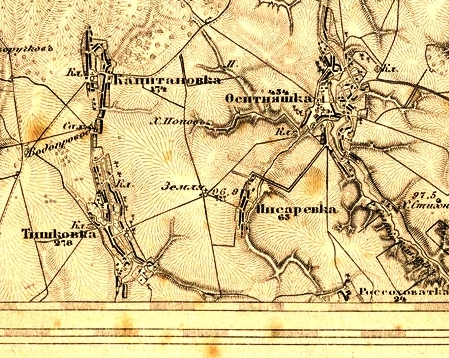
Тишківка на військово-топографічній карті 1869 року

Село Тишківка засноване 1767 року представником польської шляхти паном Ганчинським. Пізніше територія села дісталася польському магнату Франтішеку Ксаверію Любомирському (1747–1819).
1777 року на місці колишнього храму в селі була зведена дерев'яна Покровська церква 5-го класу. Церква мала 35 десятин землі; до наших днів не збереглась.
Після будівництва в 1846 році Капітанівського цукрового заводу, на ньому та його бурякових плантаціях біля Тишківки працювала значна частина мешканців села.
Станом на 1885 рік, у колишньому власницькому селі Тишківці Юзефівської волості Чигиринського повіту Київської губернії мешкало 1490 осіб, налічувалось 283 дворових господарства, існували православна церква, школа та 3 постоялих будинки.
До 1958 року в Тишківці існувала артіль «Росія», яку разом з Капітанівським колгоспом імені Шевченка було об'єднано в одне господарство «Жовтень».
Тривалий час Тишківка належала до Капітанівської селищної ради.

## Населення
| 1808 | 1864 | 1885 | 1897 | 2001 | 2009 |
| ---- | ---- | ---- | ---- | ---- | ---- |
| 1092 | 1964 | 1490 | 2100 | 1041 | 927  |
|      | ▲    | ▼    | ▲    | ▼    | ▼    |

В 1808 році в Тишківці у 118 дворах проживало 1092 людини.
Станом на 1869 рік, в селі налічувалося 278 дворів.
За переписом 1897 року кількість мешканців зросла до 2100 осіб (1003 чоловічої статі та 1097 — жіночої), з яких 2094 — православної віри
Згідно з переписом УРСР 1989 року чисельність наявного населення села становила 1220 осіб, з яких 519 чоловіків та 701 жінка.
За переписом населення України 2001 року в селі мешкало 1037 осіб.

### Мова
Розподіл населення за рідною мовою за даними перепису 2001 року:
| Мова       | Відсоток |
| ---------- | -------- |
| українська | 96,64 %  |
| російська  | 3,36 %   |

## Інфраструктура
В селі знаходиться навчально-виховне об'єднання «Тишківська ЗШ І-ІІІ ступенів — ДНЗ», сільський клуб, фельдшерсько-акушерський пункт, бібліотека та два магазини. Село газифіковане.

### Економіка
Землі Тишківської сільської ради орендуються ПСП «Тишківське», місцевими фермерами та сільськогосподарськими підприємствами з сусідніх сіл.
В селі розташоване ПП «Соціум-Т», що займається лісопереробною діяльністю.

### Транспорт
Курсують рейсові автобуси Оситняжка-Кропивницький, Оситняжка- Новомиргород.

### Вулиці
У Тишківці налічується 7 вулиць та 4 провулки. У рамках декомунізації в 2016 році деякі вулиці села було перейменовано:
| Назва                   | Колишня назва         |
| Берегова вул.           | Червоноармійська вул. |
| Гагаріна вул.           |                       |
| Перемоги вул.           |                       |
| Перемоги пров.          |                       |
| Польова вул.            | Крупської вул.        |
| Садова вул.             | Котовського вул.      |
| Садовий пров.           | Котовського пров.     |
| Пушкіна вул.            |                       |
| Пушкіна пров.           |                       |
| Франка Івана вул.       |                       |
| Червоноармійський пров. |                       |

## Пам'ятники
| Назва                                                   | Розташування                         | Дата встановлення | Фото | Короткі відомості |
| Жертвам Голодомору, пам'ятний знак                      | в центрі села, по вул. Перемоги      |                   |      | |
| Воїнам, загиблим в роки Другої Світової Війни, меморіал | в сільському парку                   |                   |      | На двох мармурових плитах під пам'ятником вказані імена всіх загиблих воїнів-вихідців з села.                                                                                         |
| Радянських воїнів, братська могила                      | в центрі села, біля будинку культури |                   |      | У братській могилі біля пам'ятника поховані радянські солдати, що загинули під час звільнення села у 1944 році; імена і дати загибелі деяких з них вказані на стелах біля пам'ятника. |
| Радянських воїнів, братська могила                      | в центрі села, біля будинку культури |                   |      | У братській могилі біля пам'ятника поховані радянські солдати, що загинули під час звільнення села у 1944 році; імена і дати загибелі деяких з них вказані на стелах біля пам'ятника. |
| Радянських воїнів, братська могила                      | на виїзді з села в бік Капітанівки   |                   |      | |

## Люди
В Тишківці народилися:
- Дєєва Надія Миколаївна — український політик, економіст.
- Кодак Микола Пилипович (1946—2014) — український вчений-літературознавець, книгознавець, культуролог, критик. Доктор філологічних наук, фахівець з теорії та історії літератури.
- Чорноіваненко Анатолій Кузьмович — заслужений працівник сільського господарства України.
- Чорноіваненко Олександр Анатолійович — голова Кіровоградської обласної ради.